# Dyer (Tennessee)
Dyer – miasto w Stanach Zjednoczonych, w stanie Tennessee, w hrabstwie Gibson.